# Чернігівська обласна бібліотека для дітей
Чернігівська обласна бібліотека для дітей — дитяча бібліотека, що знаходиться в Чернігові.
Найстаріший в Україні спеціалізований комунальний заклад для бібліотечного обслуговування дітей і підлітків.

## Історія

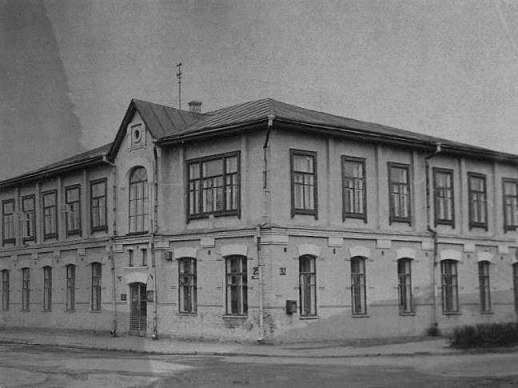
Стара будівля бібліотеки на вул. Пушкіна, 25

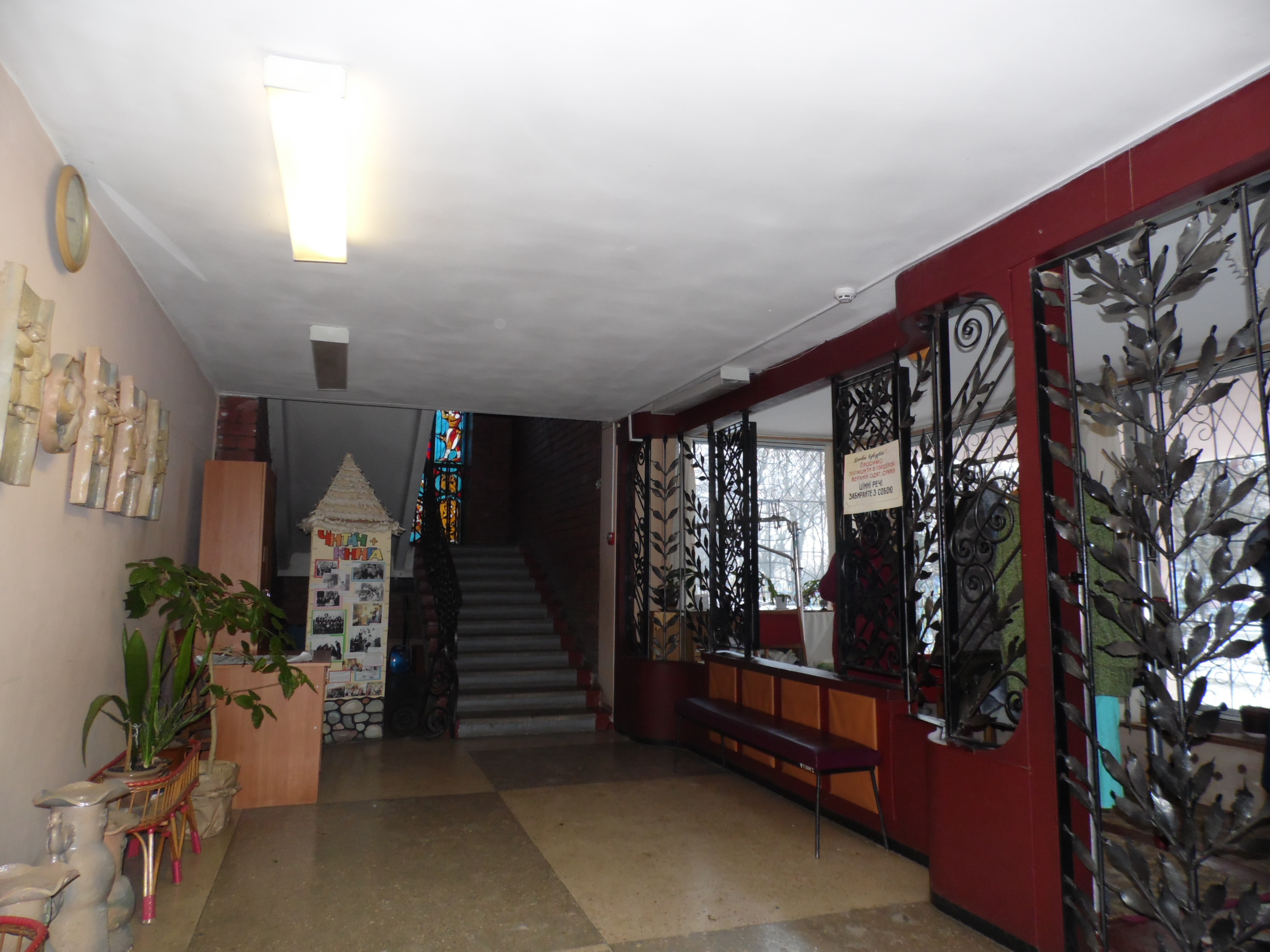
Вестибюль бібліотеки

Чернігівську обласну бібліотеку для дітей засновано 5 (17) травня 1898 року як дитячий відділ загальної читальні Чернігівської громадської бібліотеки (нині — Чернігівська обласна універсальна наукова бібліотека імені В. Г. Короленка). Тут обслуговували дітей містян, у тому числі з найбідніших родин, проте 20 серпня 1900 року згідно з розпорядженням губернатора відділ був закритий.
Завдяки зусиллям правління громадської бібліотеки у 1901 році відділ відновив діяльність і працював до 1904. У 1905 році на його захист на сторінках міської газети став Михайло Коцюбинський. Протягом 1905—1919 років відділ неодноразово відкривали й закривали за наказами влади через доноси до поліції про політичну неблагонадійність деяких членів правління.
У 1919 році відділу було надано приміщення як окремій бібліотеці спочатку на вул. Бульварній, згодом — на вул. Святославській. Фонд дитячої бібліотеки тоді становив понад 2000 книг, щоденно її відвідували до 85 дітей. Бібліотеку очолювала Олена Абрамівна Гозенпуд.
З 1922 року бібліотеку очолила Любов Іванівна Щелкановцева, фонд бібліотеки становив 3 тисячі книг. З 1923 року дитяча бібліотека працювала за новою адресою — вул. Радянська, 12. Наприкінці 1923 року всі бібліотеки міста об'єднали в одну, і дитяча бібліотека увійшла до її складу як дитячий відділ.
Згідно з наказом Наркомосу УРСР від 5 липня 1934 року Чернігівський обласний відділ народної освіти організував у місті на базі дитячого відділу окрему центральну бібліотеку для дітей та юнацтва. В новому статусі дитяча бібліотека працювала в приміщені Державної обласної бібліотеки, її фонд становив 17 тисяч примірників. У грудні 1937 року бібліотека отримала окреме приміщення у новому чотириповерховому будинку вчителя, за адресою: вул. К. Маркса, 2.
Через бомбардування міста під час німецько-радянської війни приміщення бібліотеки та її фонди майже повністю згоріли. Бібліотека відновила свою діяльність лише в листопаді 1945 року за адресою: вул. Пушкіна, 25. Книжки до закладу приносили містяни. Першим директором бібліотеки в повоєнні часи стала Тетяна Лиманська.
У 1949 році бібліотеці присвоєно ім'я радянського письменника Миколи Островського.
У 1963 році бібліотека складалася з абонемента, читальної зали, відділу обробки та комплектування та новоствореного методико-бібліографічного кабінету.
У 1967 році бібліотека була реструктурована; там виокремили відділ обслуговування 1-4 класів (абонемент, читальний зал), відділ обслуговування 5-9 класів (абонемент, читальний зал), методико-бібліографічний відділ, відділ комплектування та обробки, відділ зберігання. Пізніше в 1969 році створено відділ нотно-музичної літератури (який з 2015 року став відділом мистецтв), методичний і бібліографічний відділи розділили, а сама бібліотека з обласної бібліотеки для дітей та юнацтва реорганізована в обласну бібліотеку для дітей.
До свого 90-річчя бібліотека отримала нове приміщення на проспекті Левка Лук'яненка (до 2022 р. вул. Рокоссовського), 22а. Воно має два поверхи та оформлене чернігівськими художниками: керамічне панно за творами Лесі Українки (художниця Тетяна Федоритенко), художня ковка на сходах (майстер-коваль Віталій Омеляненко), вітраж за мотивами «Слова о полку Ігоревім».
У 2000 році бібліотека отримала в дарунок перший комп'ютер, у 2003 році створено вебсайт бібліотеки. З 2007 року в закладі формується електронний каталог.
З 2010 року бібліотека бере участь у діяльності Корпорації бібліотек України для дітей з аналітичного розпису періодичних видань (КОРДБА), яка об'єднує бібліотеки України для дітей, що на основі розподіленого розпису періодичних видань створюють бібліографічні записи для формування зведеної бази даних статей.
У 2013 році бібліотека виграла грант за програмою «Бібліоміст» і отримала 10 комп'ютерів, що дало змогу відкрити Інтернет-центр.
У різні роки бібліотеку очолювали: У. П. Кравченко (1955—1971), М. Даниленко (1970—1975), О. І. Коцюбинська (1976—1977), Н. І. Лисенко (1977—2012). З 2012 року бібліотеку очолює Тамара Клюй.
Діяльність бібліотеки відзначено дипломом Міністерства культури України (2013), подякою Міністра культури України (2014), дипломом Української бібліотечної асоціації (2013).
20 липня 2016 року в рамках декомунізації в Україні з назви бібліотеки вилучено ім'я Миколи Островського.

## Загальна інформація
Чернігівська обласна бібліотека для дітей складається з адміністрації та 7 відділів:
- обслуговування дошкільників та учнів 1-4 класів
- обслуговування учнів 5-9 класів та організаторів дитячого читання
- мистецтв
- інформаційної та довідково-бібліографічної роботи
- методології бібліотечної роботи з дітьми
- зберігання, гігієни та реставрації фондів
- комплектування та обробки літератури

Бібліотека має 3 читальні зали:
- для дошкільників та учнів 1-4 класів
- учнів 5-9 класів
- зал відділу мистецтв

Станом на 2018 рік бібліотечний фонд закладу становить близько 175 тисяч примірників, з них книг — близько 146 тисяч одиниць, періодичних видань — понад 24 тисячі, електронних видань — близько 800. Щорічно бібліотека обслуговує понад 17 тисяч користувачів, щорічна книговидача — понад 242 тисяч примірників.